# Cá chình mỏ dẽ mảnh
Cá chình mỏ dẽ mảnh, Nemichthys scolopaceus, đôi khi được gọi là vịt biển sâu, là một loài cá có thể nặng chỉ có một vài ounce, nhưng dài đến 5 feet hoặc 1,5 m. Tính năng bao gồm một cái mõ giống chim, răng nhỏ, mà họ sử dụng để quét qua nước để bắt tôm và động vật giáp xác. Nó có tuổi thọ mười năm.
Nó có nhiều đốt sống hơn bất kỳ động vật khác, khoảng 750. Tuy nhiên, nó hậu môn đã di chuyển về phía trước trong quá trình tiến hóa của nó và hiện đang nằm trên cổ họng của nó. Ấu trùng của nó có hình dạng như những chiếc lá, mà thực sự nhỏ hơn khi trưởng thành.

## Hình ảnh

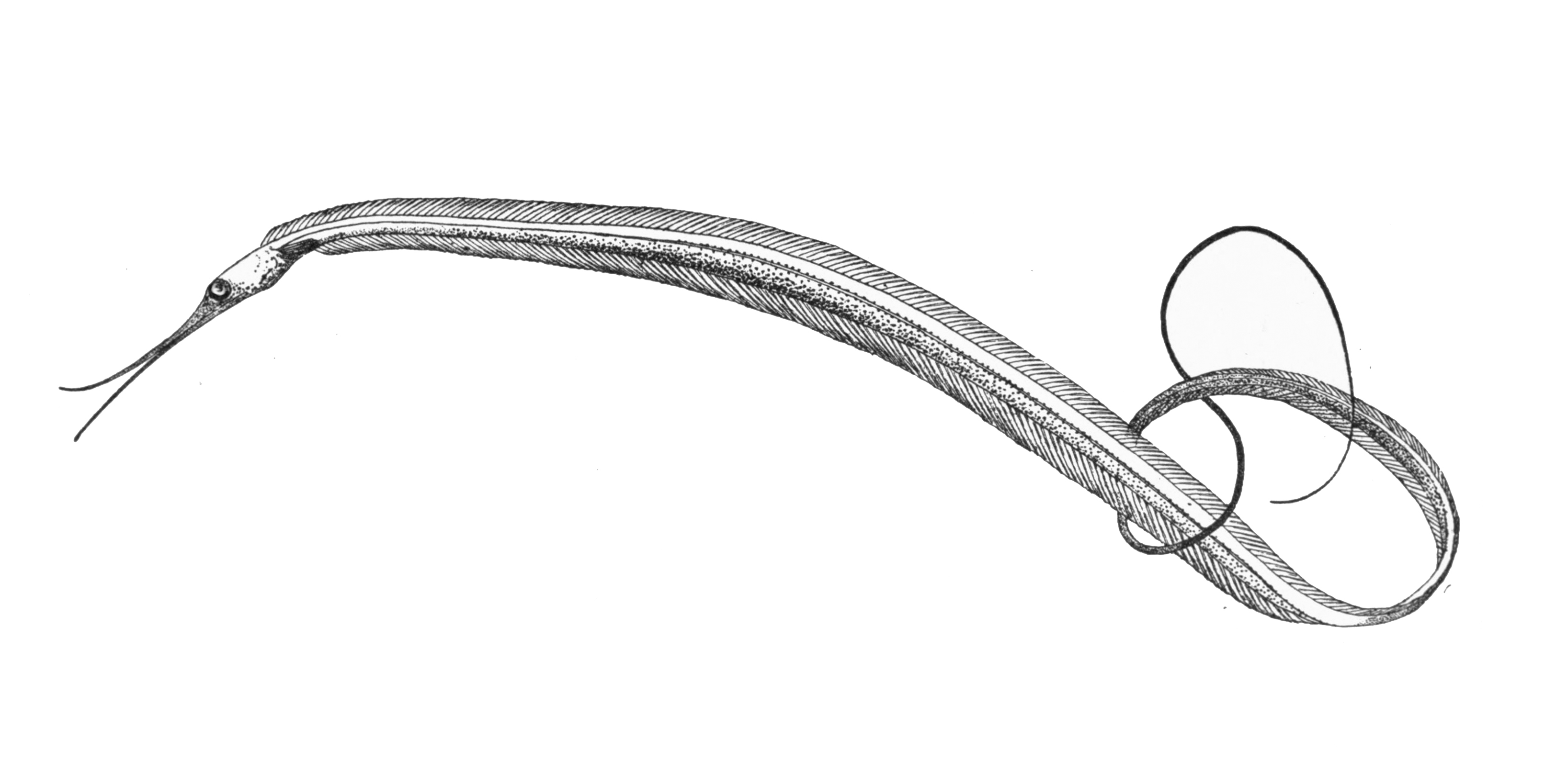
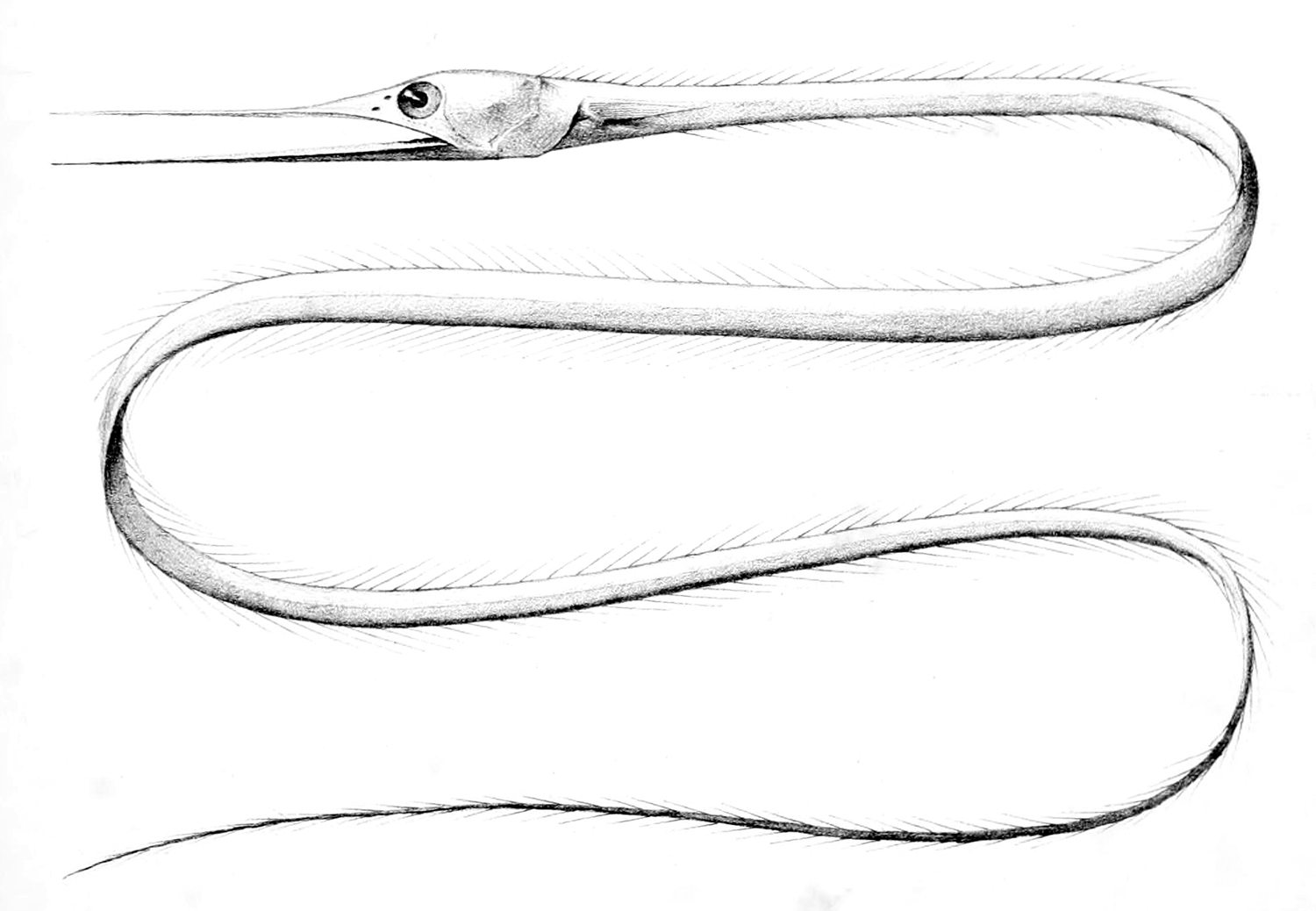